# Hidrofòbia
|  | Per a altres significats, vegeu «ràbia (malaltia)». |

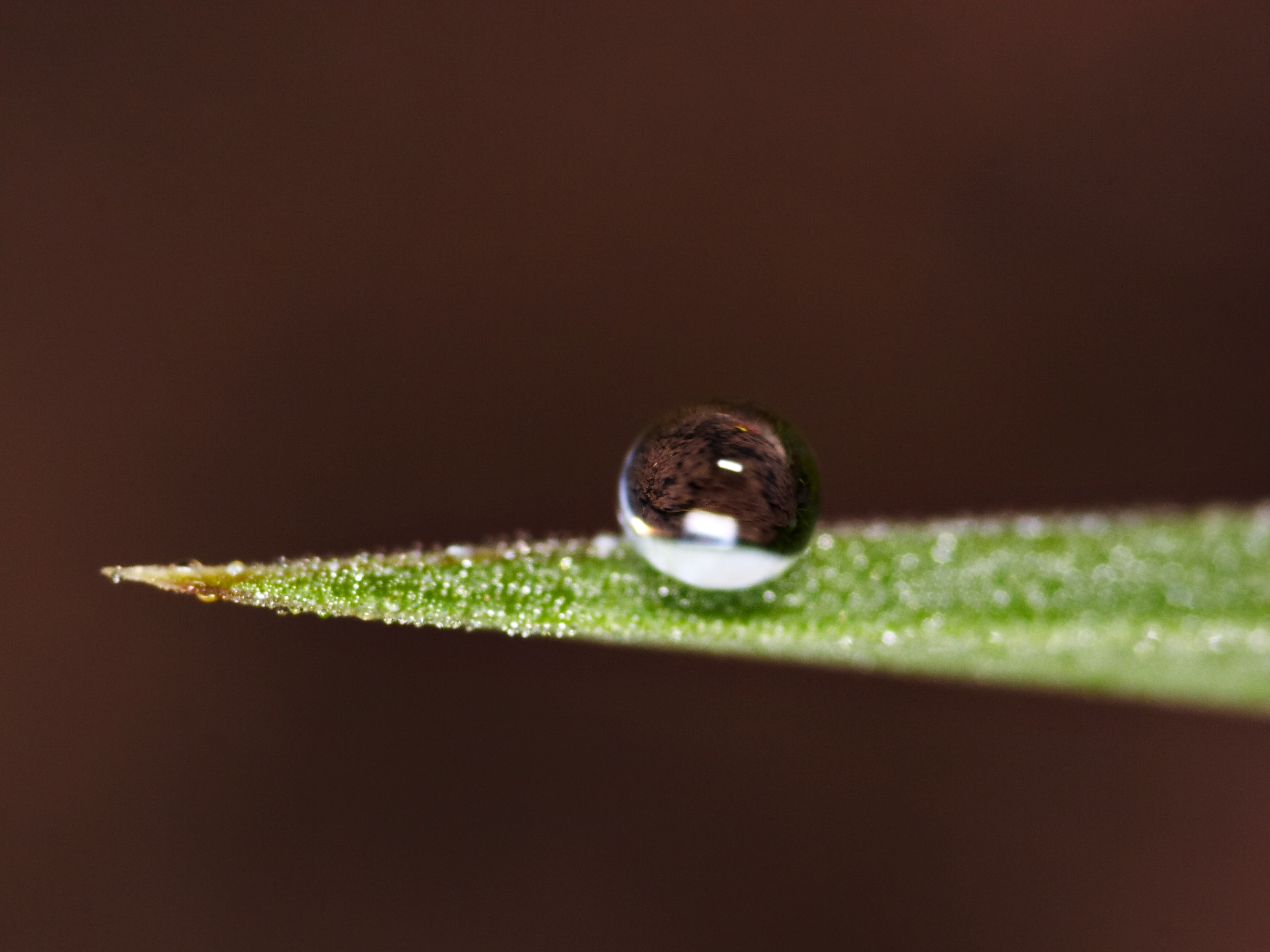
una gota de rosada en una cutícula (d'una planta) que resulta hidròfoba

Una substància és hidròfoba (del grec υδρο, hydro = aigua, i Φόϐος, phobos = por) quan té com a propietat física la de ser repel·lida per una massa d'aigua.
Les molècules hidròfobes tendeixen a ser no polars i, per tant, prefereixen solvents neutres o no polars. Les molècules hidrofòbiques en aigua sovint s'agrupen juntes formant micel·les. L'aigua en superfícies hidrofòbiques mostren un alt angle de contacte. Exemples de molècules hidrofòbiques són, entre d'altres, els alcans, els olis i els greixos. Els materials hidròfobs es fan servir per treure oli i altres greixos, el control de vessaments de greixos i els processos de la separació química per treure compostos no polar de compostos polars. Hidrofòbic s'usa alternativament a lipofílic (que li agrada el greix), tanmateix els dos termes no són sinònims. Mentre que les substàncies hidrofòbiques són normalment lipofíliques, hi ha excepcions com les silicones i els fluorocarbonis.

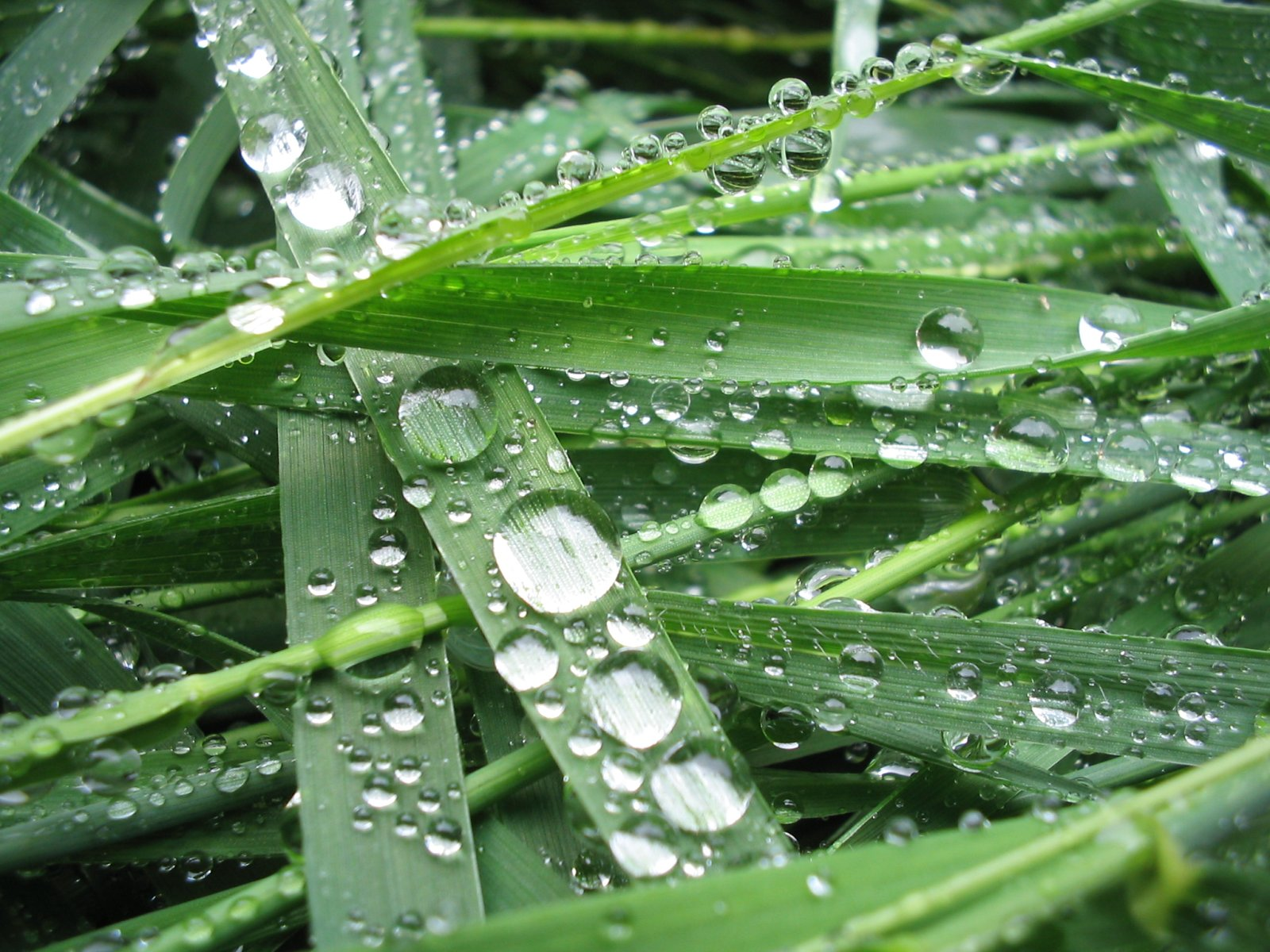
Gotes d'aigua en superfície hidròfobes d'herbes

## Punt de vista químic
Segons la termodinàmica la matèria cerca estar en un estat baix d'energia i els enllaços redueixen l'energia química. L'aigua està polaritzada elèctricament i és capaç de fer enllaços d'hidrogen internament que li proporcionen moltes de les seves propietats úniques. Però, com que els hidròfobs no estan polaritzats elèctricament i a més són incapaços de formar enllaços d'hidrogen, l'aigua repel·leix els hidròfobs, en favor d'enllaçar-se amb ella mateixa. Aquest és l'efecte que causa la interacció hidròfoba. Així les dues fases immiscibles (hidròfila contra hidròfoba) canviaran i la seva superfície interfacial serà la mínima. Aquest efecte es pot veure en el fenomen anomenat separació de fase.

## Superhidrofobicitat
Superfícies com les fulles de les plantes de lotus són molt difícils de mullar. L'angle de contacte de les gotes ultrapassa els 150° i l'angle de transbordament és menor de 10°.